# Cankók
A cankók (Tringa) a madarak (Aves) osztályának lilealakúak (Charadriiformes) rendjébe és a szalonkafélék (Scolopacidae) családjába tartozó nem.

## Rendszerezésük
A nemet Carl von Linné svéd természettudós írta le 1758-ban, az alábbi fajok tartoznak ide:
- erdei cankó (Tringa ochropus)
- remetecankó (Tringa solitaria)
- szibériai vándorcankó (Tringa brevipes)
- vándorcankó (Tringa incana)
- sárgalábú cankó (Tringa flavipes)
- Tringa inornata vagy Tringa semipalmata inornata
- lármás cankó (Tringa semipalmata)
- piroslábú cankó (Tringa totanus)
- tavi cankó (Tringa stagnatilis)
- réti cankó (Tringa glareola)
- füstös cankó (Tringa erythropus)
- mocsári cankó (Tringa melanoleuca)
- pettyes cankó (Tringa guttifer)
- szürke cankó (Tringa nebularia)